# Einspuranhänger

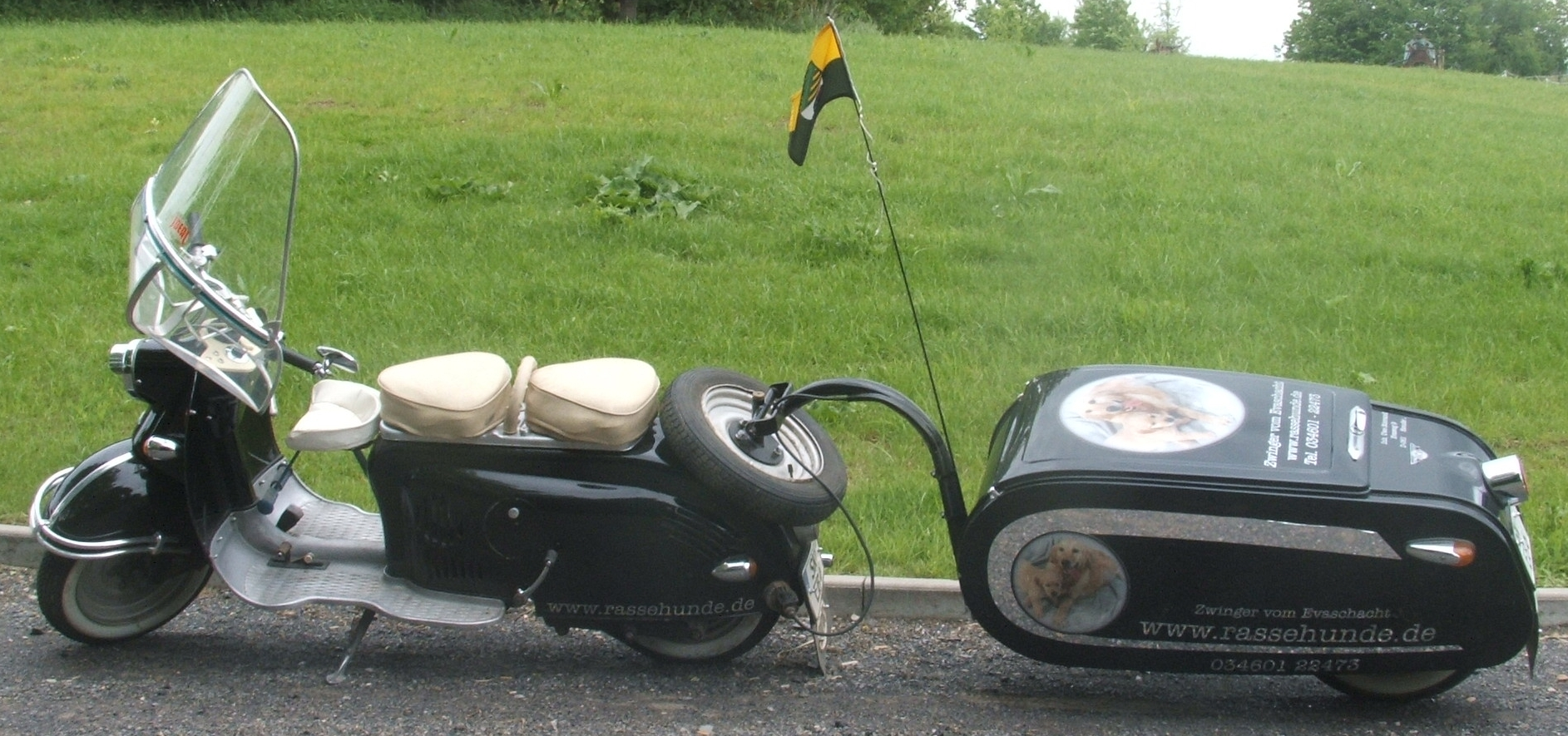
Einspurhänger Campi an einem Berlin-Motorroller

Einspuranhänger, teils auch als „Nachläufer“ oder Einradanhänger bezeichnet, sind einachsige und einrädrige Anhänger für Zweiräder wie zum Beispiel Motorroller- und Motorradanhänger sowie Fahrradanhänger. Auch für den Betrieb hinter Pkw gibt es verschiedene Modelle, die vornehmlich bis in die 1970er-Jahre genutzt wurden, heute jedoch meist nur noch im Oldtimer- bzw. Klassikerbereich anzutreffen sind, weil sie nicht mit den heute üblichen 50-mm-Kugel-Anhängerkupplungen kompatibel sind.

## Allgemeines
Anbauten zur Gepäck- und Personenbeförderung beeinflussen ab einem bestimmten Gewicht die Fahreigenschaften eines Zweirades ungünstig. Wenn der Bedarf besteht, eine größere Menge Gepäck zu transportieren, die über übliche Anbaulösungen wie Gepäckträger und Packtaschen hinausgeht, können Einspurhänger diese Probleme lösen.
Die Anhängerkupplung muss als Kreuzgelenk ausgeführt sein, damit der Anhänger nicht umkippen kann.
An Krafträdern und Pkw werden diese Anhänger über eine am Heck angebrachte Anhängerkupplung befestigt. Teilweise konnte der Anhänger bei Nichtbenutzung auch hochgeklappt werden.
An Fahrrädern werden sie typischerweise an der Sattelstütze oder an der hinteren Radachse befestigt. Es gibt Einspurhänger, die an Fahrrädern zur Personenbeförderung zugelassen sind. Diese Modelle können auch selbst über einen Kurbelantrieb verfügen (Anhängefahrrad; Nachläufer) und werden meist zum Transport von Kindern genutzt.

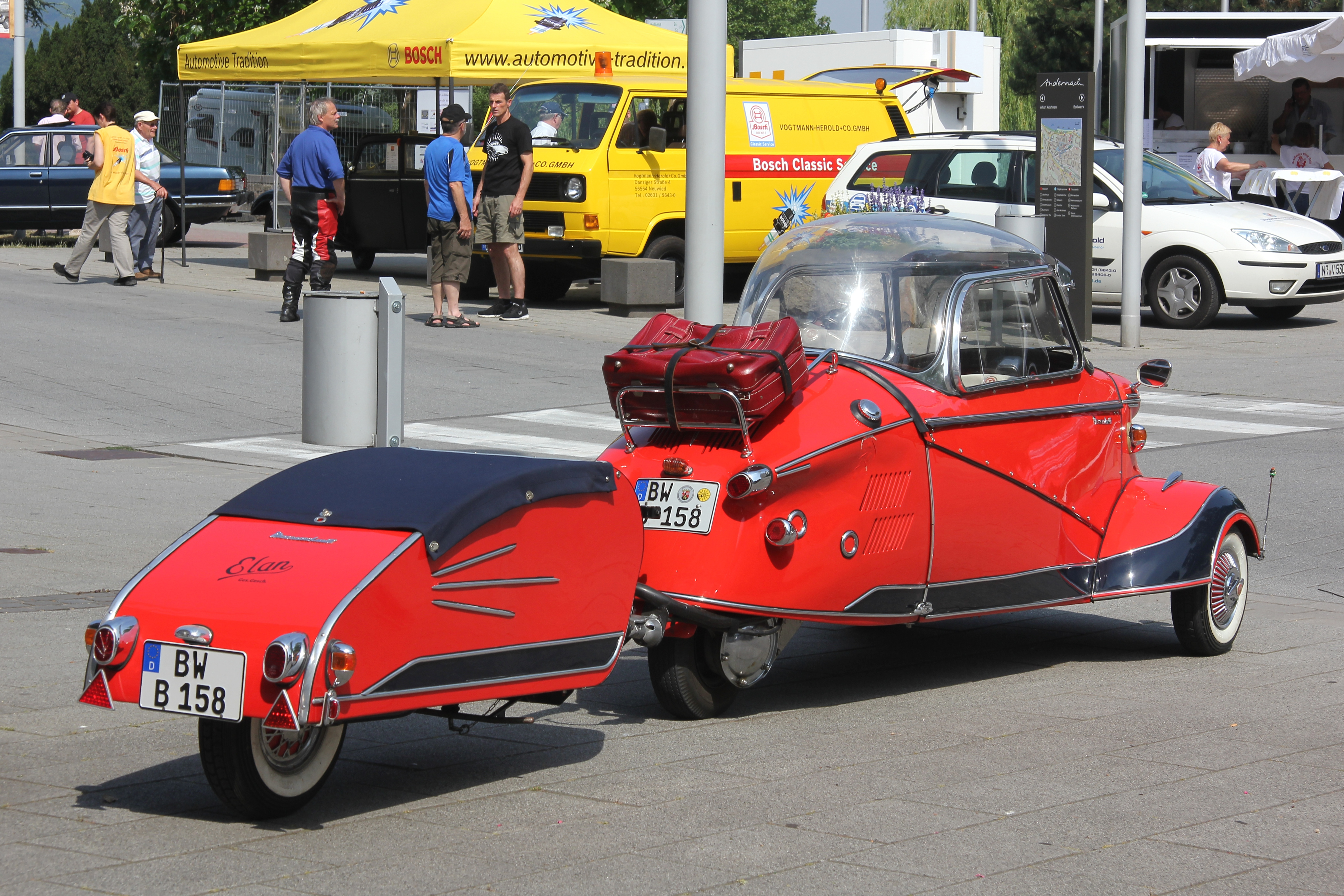
Messerschmitt mit Elan-Anhänger
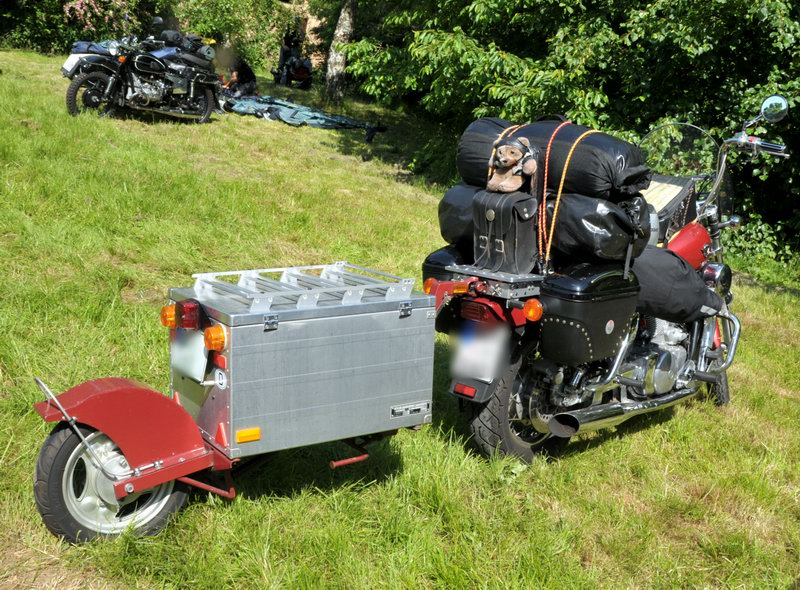
Eigenbau mit Simson-Rad hinter Motorrad
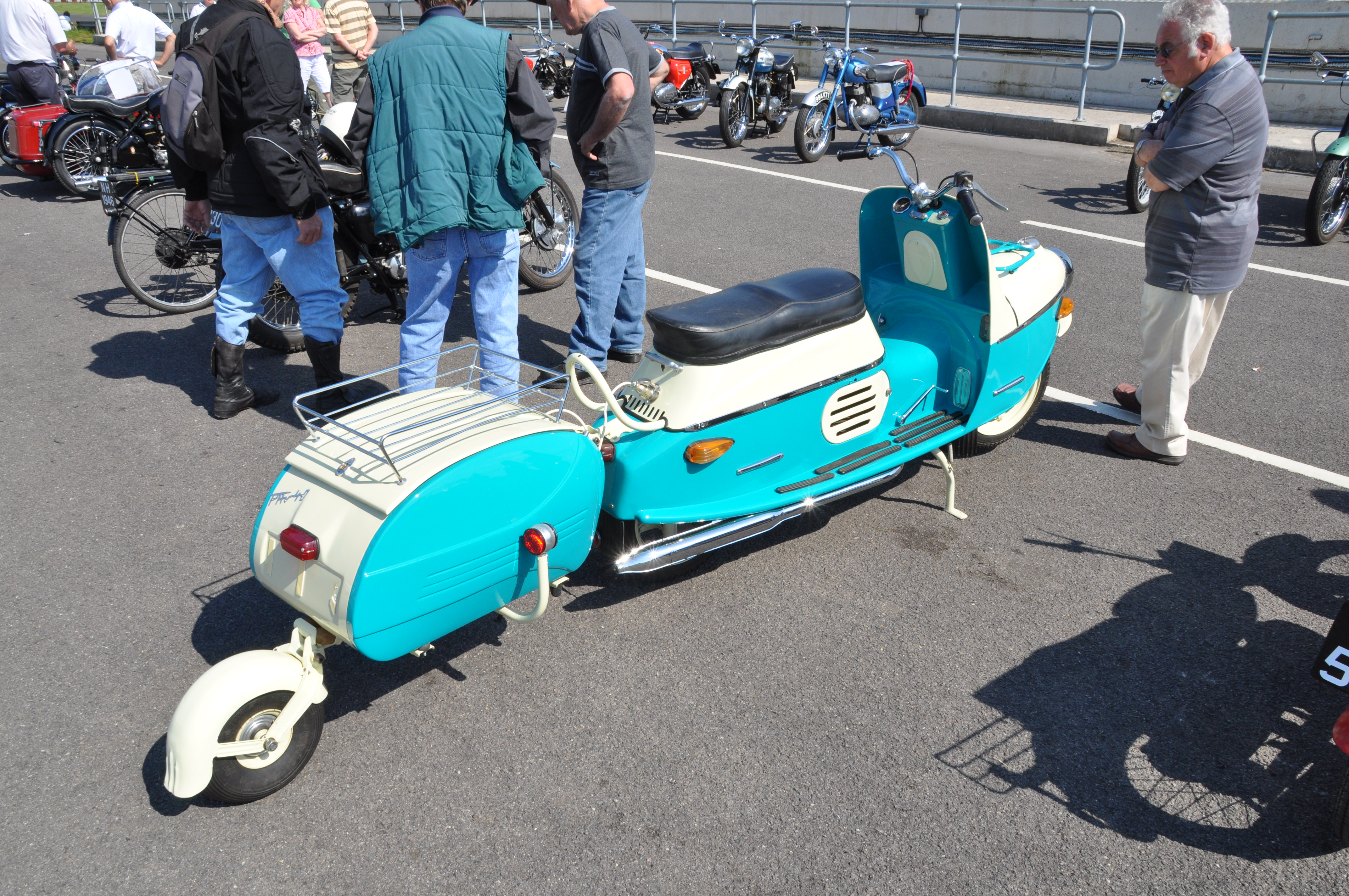
Tschechischer Jawa PAV hinter Cezeta-Roller
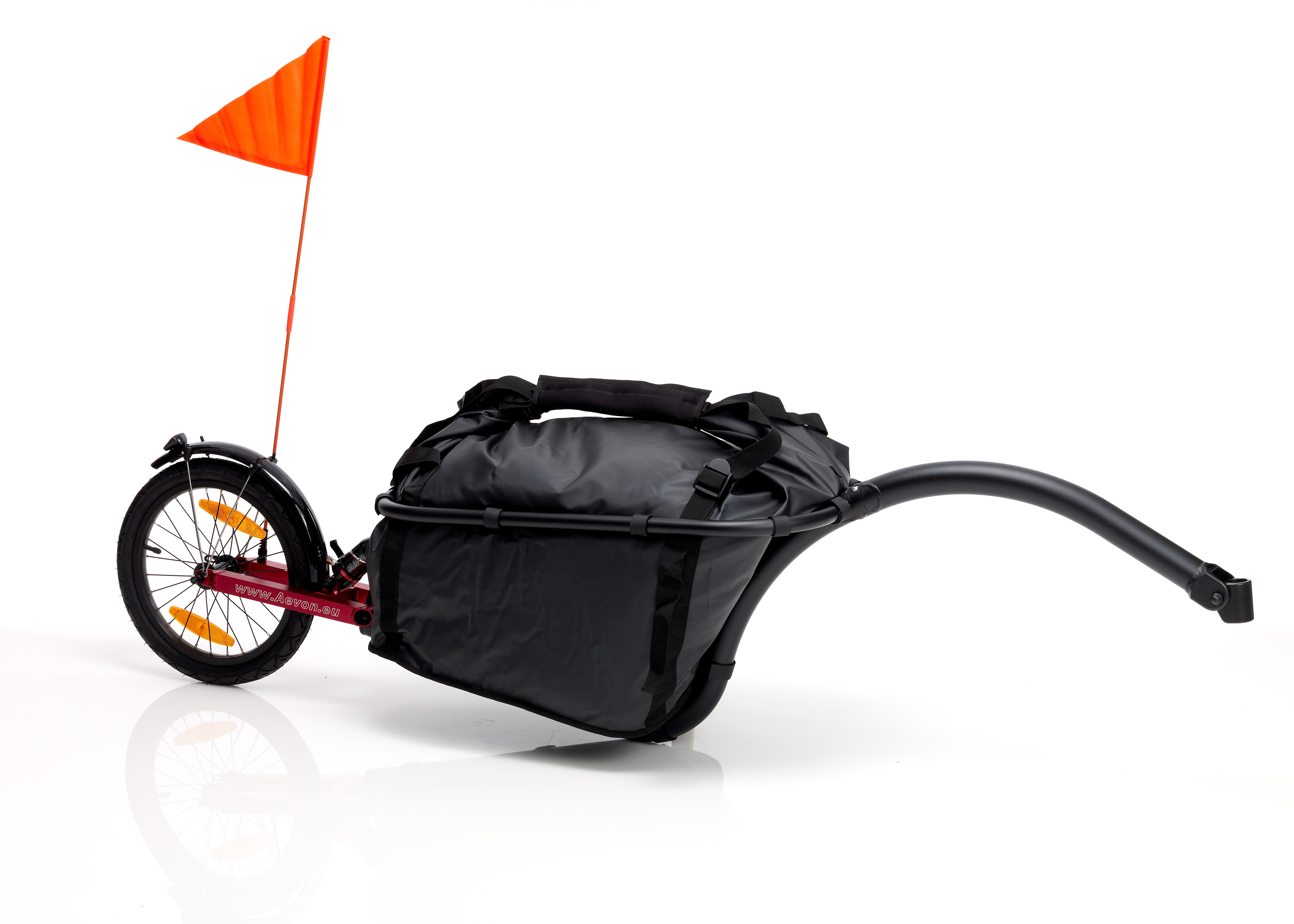
Ankopplung an Sattelstütze
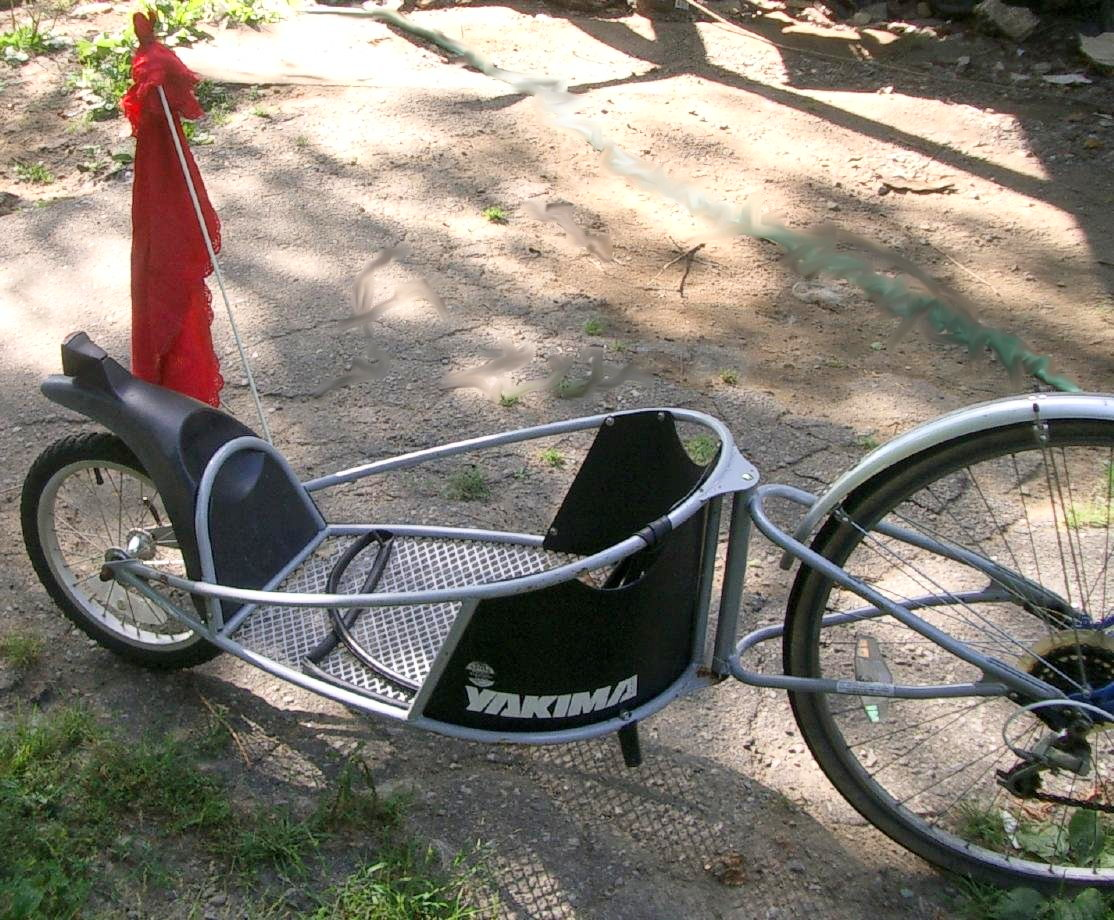
Ankopplung an Hinterradachse
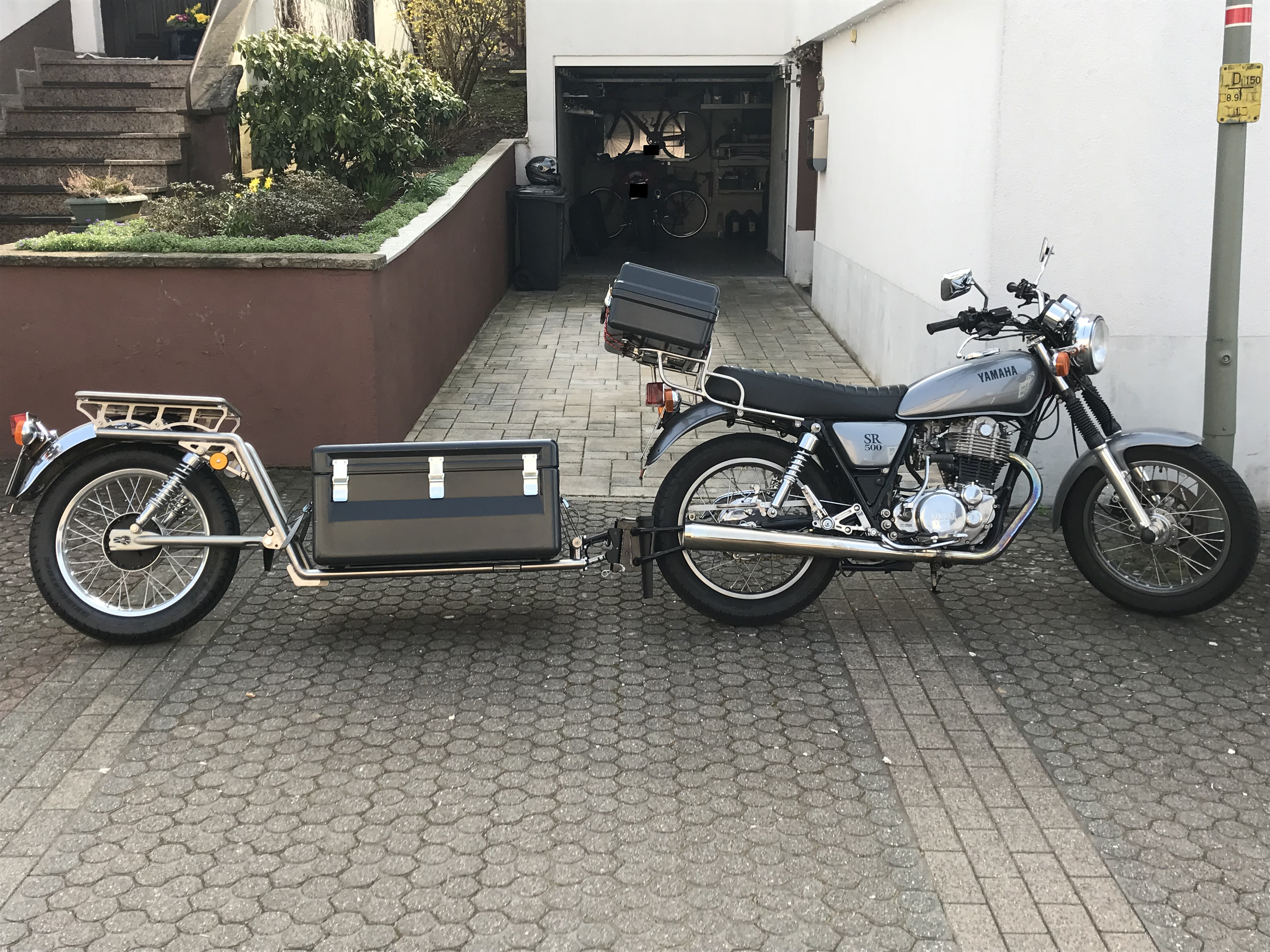
Yamaha SR500 mit Eigenbau-Nachläufer